# HD 85512
HD 85512 (Gliese 370) is een oranje dwerg met een spectraalklasse van K6.Vk. De ster bevindt zich 36,78 lichtjaar van de zon, in het sterrenbeeld Zeilen. Om de ster cirkelt een kleine planeet, genaamd Gliese 370 b, die zich in de bewoonbare zone bevindt.